# Josipdol (Chorwacja)
Josipdol – wieś w Chorwacji, w żupanii karlowackiej, siedziba gminy Josipdol. W 2011 roku liczyła 879 mieszkańców.

## Charakterystyka
Jest położony na terenie Liki, 10 km na wschód od Ogulina, na wysokości 300 m n.p.m. Miejscowa gospodarka oparta jest na przemyśle drzewnym.